# 오사카 퍼포먼스 돌
오사카 퍼포먼스 돌(일본어: 大阪パフォーマンスドール)은 일본의 여성 아이돌 그룹이다. 멤버나 팬클럽의 명 애칭은 OPD.
도쿄 퍼포먼스 돌(TPD)의 자매 그룹으로서 요시모토 흥업이 오사카부 거주의 여성을 대상으로 오디션을 실시해 1993년 4월에 결성한 댄스 보컬 퍼포먼스를 실시하는 여성 아이돌 그룹이다. 800여명이 오디션에 참가해 최종 19명의 가입이 결정됐다. 그 후 나카무라 타츠시의 지도에 의한 엄격한 레슨에서의 평가를 거쳐 상위 5명이 미디어 노출이나 CD 릴리스를 담당하는 프론트 멤버 「F/Unit(에프 유닛)」로서 선출되었다. 어른스러운 작풍의 TPD와 달리 OPD의 작풍은 오사카다운 쾌활하고 팝적인 작풍이 특징이며, 특히 디스토션이 걸린 일렉트릭 기타 음색을 적극 도입해 록의 풍미를 더해준 곡들이 많다. TPD를 발안하고 프로듀싱한 나카무라 타츠시가 OPD에서도 프로듀싱을 맡았다. AKB48의 뿌리인 TPD의 자매 그룹으로서 오사카를 거점으로 정기 공연을 진행한 점에서 역시 요시모토 흥업 그룹이 참여하는 NMB48의 뿌리와 같은 존재이다. 표준어의 악곡이 많지만, 오사카 사투리 랩곡의 「아카짱!」으로 대표되듯이 오사카 사투리를 활용한 악곡도 있어 선구적으로 로컬 아이돌로서의 역할을 담당하고 있었다. 초기에는 우메다 하나츠키에서 정기 공연을 실시하고 있었지만, 후에 정기 공연을 축소해, 전국 투어나 텔레비전 프로그램 출연으로 이행해 갔다.아울러 거리 게릴라 라이브도 진행했다. W 코우지(이마다 코우지, 히가시노 코우지)와의 공동 출연으로도 유명하다. TPD와 마찬가지로 기존 아이돌에는 없는 수많은 선구적인 시도를 했다.

## 멤버

### 제1기
F/Unit
- 이나바 아츠코[1]
- 타케우치 유키코

F/Unit / HIGH-SCHOOL TRIO
- 후지타니 아야노
- 우에다 미호
- 나카노 쿠미코

라이브 멤버
- 마츠오카 미카
- 스즈키 리카
- 니시무라 나오미
- 마츠모토 쥰코
- 카지모토 아이
- 사카타 아키코
- 타케시타 에리
- 야마노 카에

### 제2기
F/Unit+2 추가 멤버
- 시게모토 나오미
- 나카무라 아키

1차 추가 멤버
- 미즈노 유카리

2차 추가 멤버
- 모리 히로코
- 카와모토 나츠코
- 오오야마 루미

3차 추가 멤버
- 오오야마 에리노
- 마츠모토 미유키
- 미나미다 치즈루
- 미야우치 쥰코
- 모리타 유코
- 야마모토 요시코
- 야마다 마리